# Акфред II (граф Каркассона)
Акфред II (фр. Acfred IIer; умер в 934) — граф Каркассона и Разе (908—934), последний мужской представитель династии Беллонидов.

## Биография
Акфред II был младшим сыном графа Олибы II, скончавшегося около 879 года. Так как к моменту смерти отца Акфред и его старший брат Бенсио были ещё несовершеннолетними, правление Каркассоном и Разе перешло к их дяде Акфреду I. Тот умер в 906 году, передав оба графства Бенсио, который, однако, скончался уже через два года. Таким образом, в 908 году Акфред II сам стал правителем Каркассонского и Разеского графств.
О правлении Акфреда II известно очень немного. Предполагается, что в 920-е годы территория Каркассонского графства, также как и вся Окситания, подверглась нападениям венгров и мусульман, но никаких подробностей об этих событиях в раннесредневековых исторических источниках не сохранилось. Главным источником сведений о правлении Акфреда являются немногочисленные каркассонские юридические акты первой половины X века, дошедшие до нашего времени. При этом, имя Акфреда названо только в одном из этих документов, а в остальных какие-либо упоминания о графской власти в Каркассоне отсутствуют.
На основании анализа текста хартий историки пришли к выводу, что на сюзеренитет над правителями Каркассона и Разе претендовали графы Тулузы Раймунд II и Раймунд III. Предполагается, что в 924 году Акфред II был вынужден признать себя вассалом последнего из них. Однако, попытки правителей Тулузского графства поставить под свой контроль богатые каркассонские монастыри окончились безрезультатно из-за сопротивления этому местного епископа Гимера и архиепископов Нарбонны, в митрополию которых входила Каркассонская епархия.
Единственный сохранившийся до нашего времени документ, относящийся непосредственно к Акфреду II — дарственная хартия от 24 мая 934 года, данная графом аббатству Иоанна Крестителя в Монтольё. Она датирована пятым годом правления короля Франции Рауля I. На основании этого историки делают вывод, что и после свержения в 922 году короля Карла III Простоватого из династии Каролингов Акфред продолжал считать того правящим монархом и признал законность перехода престола к Бозонидам только после смерти Карла в 929 году.
Традиционно считается, что Акфред II скончался уже в 934 году, но, так как дата его смерти не указана в раннесредневековых исторических источниках, то высказываются мнения, что это могло произойти и несколько позднее. Предполагается, что новым правителем Каркассонского и Разеского графств стала Арсинда, которую многие историки считают дочерью Акфреда. Однако это мнение не разделяется некоторыми исследователями, которые указывают на ряд хронологических и генеалогических вопросов, порождаемых такой версией родства Арсенды. В качестве альтернативы эти историки рассматривают возможности того, что её отцом мог быть герцог Аквитании Акфред или что она могла принадлежать к роду тулузских Раймундидов.